# Jacques Lisfranc
Jacques Lisfranc, född 2 april 1790 i Saint-Paul-en-Jarez, departementet Loire, död 13 maj 1847, var en fransk kirurg. 
Lisfranc blev 1813 medicine doktor i Paris och 1824 professeur agrégé vid medicinska fakulteten där. Han utgav en mängd skrifter, bland annat Clinique chirurgicale de l'hôpital de la Pitié (tre band, 1841–43) och Précis de médecine opératoire (tre band, 1844–47). Lisfrancs operation består i ett avlägsnande av samtliga tår med tillhörande mellanfotben.